# Threnetes niger
El ermitaño barbudo guayanés o ermitaño barbudo común (Threnetes niger), también denominado pico de sable negruzco  es una especie de ave apodiforme de la familia Trochilidae, una de las tres pertenecientes al género Threnetes. Es nativo de una pequeña región del escudo guayanés en el noreste de América del Sur.

## Distribución y hábitat
Se distribuye en la Guayana Francesa y noreste de Brasil, en Amapá y extremo noreste de Pará.
Esta especie es considerada generalmente local y poco común en sus hábitats naturales: los locales más abiertos dentro de selvas húmedas de tierras bajas, bosques en márgenes de ríos, bosques de transición y pantanosos, crecimientos secundarios, pastizales arbustivos y plantaciones. A menudo encontrada en ambientes ribereños, con Ichnocyphon como planta característica. Ocurre por debajo de los 500 m de altitud en la Guayana Francesa.

## Descripción
Mide 11 cm de longitud. El plumaje de las partes superiores y el píleo son de color verde cobrizo, con fajas superciliar delgada y faja infraocular blancuzcas; la garganta es negruzca con una faja transversal rojiza ferruginosa; el pecho es gris verdoso, el vientre verde grisáceo y la cara inferior de la cola negruzca con puntas blancas. El pico es negro ligeramente curvo.

## Alimentación
Se alimenta principalmente de néctar, aunque además caza insectos.

## Reproducción
Colgado de la hoja de una palma, plátano o Heliconia, construye un nido de forma alargada, que termina en un apéndice que le da equilibrio y es hecho con raíces finas y fibras trenzadas, forradas con líquenes. La hembra pone dos huevos blancos.

## Sistemática

### Descripción original
La especie T. niger fue descrita por primera vez por el naturalista sueco Carlos Linneo en 1758 bajo el nombre científico Trochilus niger; su localidad tipo es: «In Indiis», restringido para «Cayena, Guayana Francesa».

### Etimología
El nombre genérico masculino «Threnetes» proviene del griego «thrēnētes» que significa ‘de luto’, ‘enlutado’; y el nombre de la especie «niger», en latín significa ‘negro’, ‘de color oscuro’.

### Taxonomía
En la literatura más antigua, la presente especie y Threnetes leucurus eran tratadas como especies separadas; subsecuentemente fueron unidas bajo el nombre T. niger, que tiene prioridad, como la subespecie T. niger leucurus. Sin embargo, principalmente debido a la simpatría potencial de las dos especies así como también debido a la falta de evidencias claras, hubo acuerdo general de volver a la configuración tradicional de dos especies separadas.
Por otra parte, otros han sugerido que la hasta ahora considerada subespecie T. n. loehkeni, debería ser considerada una especie diferente Threnetes loehkeni, en la cual debería incluirse la subespecie T. n. christinae Ruschi, 1975, en tanto T. n. freirei Ruschi, 1976, sería una forma intermedia o híbrida, cuya situación estaría por investigar.

### Subespecies
Según las clasificaciones del Congreso Ornitológico Internacional (IOC)  y Clements Checklist/eBird  se reconocen dos subespecies, con su correspondiente distribución geográfica:
- Threnetes niger loehkeni Grantsau, 1969 – noreste de Brasilal norte del río Amazonas (Amapá).
- Threnetes niger niger (Linnaeus), 1758 – Guayana Francesa y adyacencias del norte de Brasil (norte de Amapá).